# Lucyna Legut

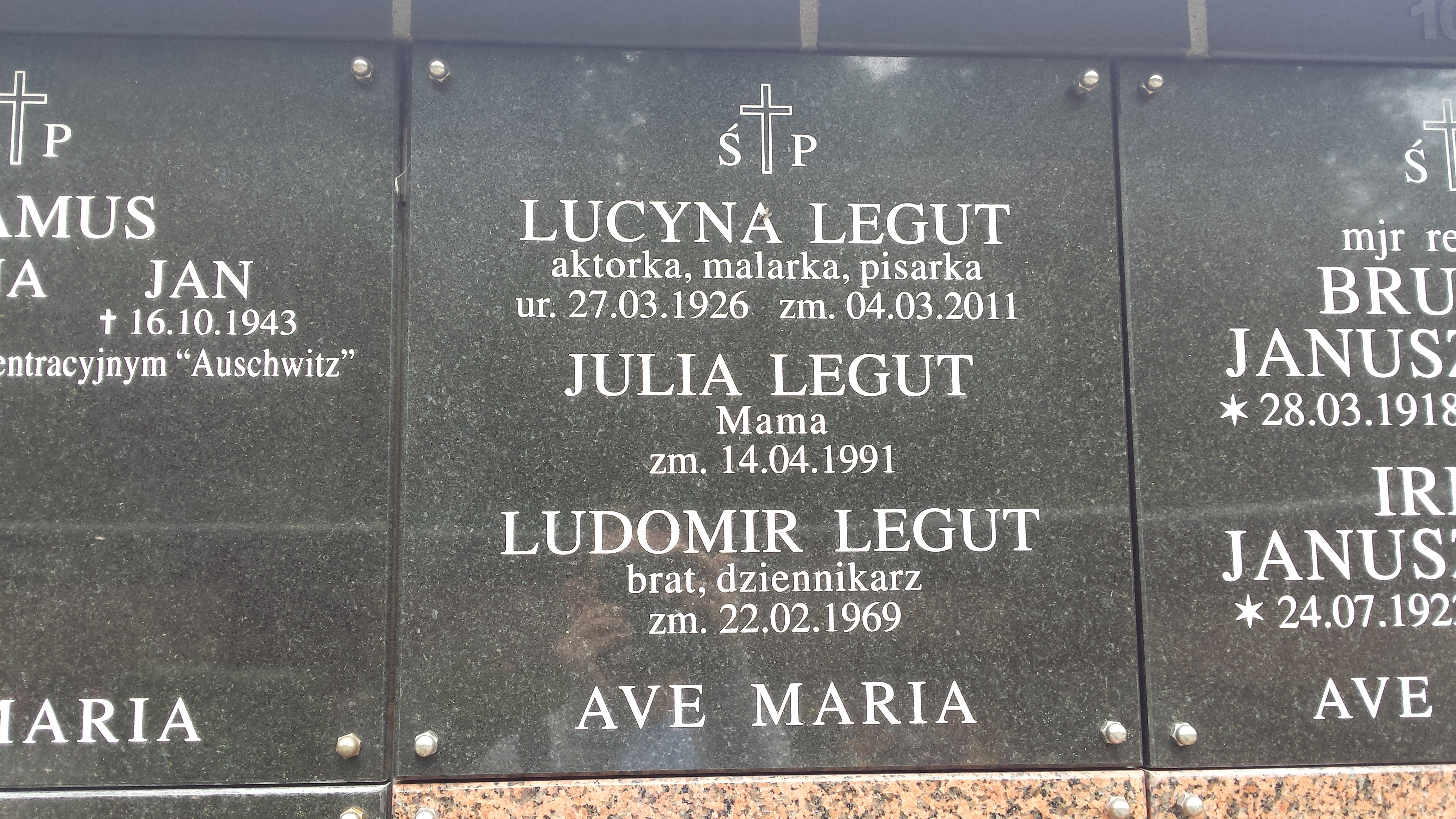
Grób Lucyny Legut w kolumbarium cmentarza Srebrzysko

Lucyna Maria Legut (ur. 27 marca 1926 w Suchej Beskidzkiej, zm. 4 marca 2011 w Gdańsku) – polska aktorka teatralna, artystka malarka, pisarka, autorka utworów dla dzieci i młodzieży, słuchowisk radiowych oraz widowisk telewizyjnych i teatralnych.

## Życiorys
Pochodziła z rodziny góralskiej. Na świat przyszła jako najmłodsza córka Józefa Leguta (zm. 1941), konduktora PKP, i Julii z domu Janiczak (zm. 1991), hafciarki. Była siostrą dziennikarza, pisarza satyryka Ludomira Leguta (zm. 1969) i aktorki Ludmiły Legut (1921–2018). 
W latach 1939–1940 ukończyła pierwszą klasę Instytutu Maryi - gimnazjum należącego do Zgromadzenia Córek Bożej Miłości. W roku szkolnym 1940/1941 uczyła się w Prywatnej Szkole i Technikum Handlowym im. A. Liberdy (Private Handels u. Handelsfachschule), w roku szkolnym 1941/1942 ukończyła kurs przysposobienia biurowego (Private Handelkurse). Brała także lekcje angielskiego u hrabin Grocholskich. Podczas okupacji niemieckiej pracowała w należącym do Austriaka Hausnera zakładzie naprawy męskiej bielizny.
W latach 1945–1947 studiowała na wydziale malarstwa i rzeźby Akademii Sztuk Pięknych, równocześnie uczęszczając do klasy dla dorosłych o skróconym programie nauczania XI Państwowego Gimnazjum im. Józefy Joteyko. W 1947 zdała maturę. W 1950 ukończyła Państwową Wyższą Szkołę Aktorską w Krakowie. Podczas studiów wraz z Barbarą Witek (Swinarską) prowadziła kabaret „Melpomena”, statystowała w Teatrze im. Juliusza Słowackiego w sztuce Judasz z Kariothu, wstąpiła do Koła Młodych przy krakowskim oddziale Związku Literatów Polskich. W latach 1950–1951 była aktorką Teatru Młodego Widza, zaś w latach 1951–1956 grała na deskach Teatru Ziemi Pomorskiej w Toruniu. W latach 1956–1983 była aktorką Państwowego Teatru „Wybrzeże” w Gdańsku.
Debiutowała w roku 1960 jako pisarka i ilustratorka książeczką dla dzieci Świerszcze mają sklep z instrumentami. 5 stycznia 1961 roku debiutowała jako autorka utworów scenicznych bajką Złodziej serc na sopockiej scenie Teatru Wybrzeże. W latach 60. i 70. była autorką wielu słuchowisk radiowych, współpracowała z estradą, pisząc monologi (m.in. dla Hanki Bielickiej), skecze i teksty piosenek.
Od 1952 roku była członkiem Związku Zawodowych Pracowników Kultury i Sztuki, od 1955 członkiem rzeczywistym Stowarzyszenia Polskich Artystów Teatru i Filmu - ZASP, od 1961 członkiem Oddziału Gdańskiego Związku Literatów Polskich, w latach 1961–1981 członkiem nadzwyczajnym , od 1981 członkiem zwyczajnym Związku Autorów i Kompozytorów Scenicznych. W 1989 roku wstąpiła do Stowarzyszeni Pisarzy Polskich.
Od roku 1950 związana była w nieformalnym związku z reżyserem Wojciechem Jerzym Hasem. Ich związek trwał 10 lat i obfitował w listy, które się zachowały, i które zostały wydane w formie książki pt. Ptak srebrnopióry (2021). Książka powstała na podstawie maszynopisu przygotowanego przez Lucynę Legut kilkadziesiąt lat przez wydaniem Ptaka srebrnopiórego. W latach 1957–1961 występowała pod nazwiskiem Has lub Legut-Has. W latach 1970–1973, gdy była żoną Marka Wereckiego używała nazwiska Legut-Werecka.
Zmarła w Gdańsku, pochowana w kwaterze kolumbarium na cmentarzu Srebrzysko.

## Filmografia

### Filmy fabularne i seriale tv
- 1970: Prom jako kobieta na promie
- 1978: Życie na gorąco (serial tv) jako właścicielka pensjonatu „Magnolia” (odc. 3)
- 1985: Mokry szmal jako kobieta na bazarze
- 2000: Piotrek zgubił dziadka oko, a Jasiek chce dożyć spokojnej starości (serial tv) jako pijaczka „Królowa Balu” (odc. 3)

### SpektakleTeatru Telewizji
- 1971: Jedenasty list Kamilii Colon jako Francuzka
- 1972: Dlaczego mnie budzą? jako Marieke Puf
- 1974: Justyna jako Marynia Kirłowa
- 1975: Koszulka jako Babcia
- 1981: Polityka jako Panna Franciszka, sekretarka
- 1987: Remus jako Marcjanna

Źródło:.

## Ekranizacje
W Teatrze Telewizji zostały wyemitowane spektakle Nie trzeba krzykiem zagłuszać ciszy nocy (1966) w reż. Kazimierza Łastawieckiego i Piękne ogrody (1971) w reż. Marka Okopińskiego.
W 2000 Maciej Wojtyszko wyreżyserował 7-odcinkowy serial na podstawie książki Piotrek zgubił dziadka oko, a Jasiek chce dożyć spokojnej starości.
Źródło:.

## Twórczość literacka
- Całkiem zwariowane urodziny Piotrka oraz to i owo o Paluch-Rogalskiej[11]
- Czekając na dziurę w niebie
- Dla kogo ten wawrzyn?
- Jak zdobyć męża, czyli Skok stulecia[12]
- Jasiek chce być reżyserem, a Paluch-Rogalska cyrkówką[13]
- Jasiek pisze kronikę rodzinną, a Piotrek ciągle się w kimś kocha[14]
- Już nigdy nie będę się kłócił z Piotrkiem![15]
- Marzę o ślubie[16]
- Miłosne niepokoje pana Zenka[17]
- Miłość trzynastolatki[18]
- Nie zabijajcie Desdemony
- O tym, jak Jasiek został bezimiennym bohaterem albo awantura o sławę[19]
- Piotrek zgubił dziadka oko, a Jasiek chce dożyć spokojnej starości[20]
- Strach się martwi
- Szyfon na ślubną suknię
- Świerszcze mają sklep z instrumentami
- Ta miłość przetrwa[21]
- Zacznijmy od pomidorów...
- Życie artystki Kingi Kidney

## Ordery i odznaczenia
- Krzyż Oficerski Orderu Odrodzenia Polski (5 czerwca 2000)[22]
- Złoty Krzyż Zasługi (1971)
- Srebrny Medal „Zasłużony Kulturze Gloria Artis” (pośmiertnie, 7 marca 2011)[23][24]
- Odznaka 1000-lecia Państwa Polskiego (1966)
- Odznaka „Zasłużony Działacz Kultury” (1976)
- Odznaka honorowa „Zasłużonym Ziemi Gdańskiej” (1975)
- Odznaka „Zasłużony dla Miasta Gdańska” (1968)
- Medal Prezydenta miasta Gdańska (1976)
- Medal Honorowy z okazji 30-lecia Teatru Wybrzeże (1976)

Źródło:.

## Nagrody i wyróżnienia
- 1966: I nagroda w ogólnopolskim konkursie na małoobsadowe słuchowisko radiowe 1965 przyznana przez PR III za słuchowisko Nie trzeba krzykiem zagłuszać ciszy nocy
- 1966: II nagroda w ogólnopolskim konkursie na małoobsadowe słuchowisko radiowe 1965 przyznana przez PR III za słuchowisko Na godzinę przed przyjściem ptaków
- 1966: III nagroda w konkursie Ośrodka TV w Gdańsku za scenariusz telewizyjny Pokój z widokiem na morze
- 1966: wyróżnienie w konkursie Gdańskiego Towarzystwa Przyjaciół Sztuki, Ośrodka TV w Gdańsku oraz redakcji „Liter” za scenariusz telewizyjny Pora deszczowa czy susza?
- 1967: II nagroda w konkursie rozgłośni PR w Kielcach na słuchowisko na dowolny temat za słuchowisko Uwaga, pękają pąki kwiatów
- 1968: I nagroda w etapie krajowym Międzynarodowego Konkursu Warszawa - Zagrzeb - Praga na słuchowisko radiowe za słuchowisko Bohater potrzebny od zaraz
- 1968: wyróżnienie za słuchowisko Nie mówmy o tym zębie przyznane przez rozgłośnię PR w Krakowie.
- 1968: wyróżnienie w plebiscycie radiosłuchaczy „Wybieramy premierę roku 1968” za słuchowisko Pękają pąki kwiatów
- 1969: III nagroda w konkursie Wydawnictwa PAX na powieść - za powieść dla młodzieży Kilka dni w czerwcu
- 1969: wyróżnienie w ogólnopolskim konkursie literackim Polskiego Radia na słuchowisko o tematyce 25-lecia PRL - za Pan da zapalić![25]
- 1969: III nagroda w ogólnopolskim konkursie na słuchowisko za słuchowisko Chłopiec z niebieskim gołębiem
- 1969: III nagroda w ogólnopolskim konkursie na słuchowisko za słuchowisko Mały! Wynoś się stad!
- 1970: II nagroda w lubelskim konkursie literackim im. J. Czechowicza w dziedzinie prozy za powieść Dla kogo ten wawrzyn?
- 1970: III nagroda w konkursie rozgłośni PR w Bydgoszczy na słuchowisko radiowe za słuchowisko Więc jak będzie panie Wincenty?
- 1972: nagroda specjalna Państwowego Teatru Lalki „Tęcza” w Słupsku na pełnospektaklową sztukę lalkową za Wszyscy słupskie wróble znają
- 1973: wyróżnienie w konkursie na opowiadanie dla dzieci i młodzieży ogłoszonym przez Wydawnictwo Harcerskie „Horyzonty” i Kwaterę Główną ZHP za opowiadanie Piotrek zgubił dziadka oko
- 1973: III nagroda w ogólnopolskim konkursie na słuchowisko rozgłośni PR w Krakowie za słuchowisko Stare bajki w nowych czasach
- 1974: III nagroda w ogólnopolskim konkursie na słuchowisko rozgłośnię PR w Warszawie za słuchowisko A co jest za tą górą?
- 1974: wyróżnienie rozgłośni PR w Krakowie za słuchowisko Poemat o morzu - z kluczem
- 1975: III nagroda w konkursie rozgłośni PR w Bydgoszczy na krótki utwór satyryczny za słuchowisko Ten idiota!
- 1975: wyróżnienie Klubu Związków i Stowarzyszeń Twórczych „13 Muz” na małe formy sceniczne za utwór dramatyczny Tyrani
- 1976: II nagroda rozgłośni PR i oddziału ZLP w Poznaniu na krótkie opowiadanie o tematyce współczesnej za opowiadanie Żeby tak łogonek łodjońć...
- 1980: Nagroda Książka Roku 1980 – za powieść Nasza zmierzchowa mama
- 1993: wyróżnienie na IV Międzynarodowym Konkursie na Sztukę Teatralną (o tematyce ekologicznej) dla Dzieci i Młodzieży w Poznaniu za sztukę Była kiedyś planeta Ziemia...
- 1999: honorowa nagroda Poznańskiego Przeglądu Nowości „Zima 98” za powieść Jasiek pisze kronikę rodzinną a Piotrek ciągle się w kimś kocha
- 2000: tytuł Radiowej Osobowości Roku 2000 Radia Gdańsk
- 2000: Nagroda Prezydenta Miasta Gdańska w Dziedzinie Kultury[26]
- 2000: nominacja do tytułu Kobiety Roku 2000 w plebiscycie miesięcznika „Twój Styl”
- 2001: II miejsce w plebiscycie „Przekroju” i PR III na najśmieszniejszą książkę świata 2001 za Piotrek zgubił dziadka oko, a Jasiek chce dożyć spokojnej starości
- 2001: wyróżnienie jury dziecięcego XIX MFF Dla Dzieci „Ale Kino!” w Poznaniu za scenariusz do filmu Jaśka biorą do filmu (razem z Maciejem Wojtyszką)
- 2001: Radiowa Osobowość Roku 2000 – nagroda Radia Gdańsk dla najdowcipniejszego gościa Salonu literackiego Radia Gdańsk[27]
- 2005: Nagroda Prezydenta Miasta Gdańska w Dziedzinie Kultury z okazji jubileuszu 55-lecia pracy aktorskiej i 45-lecia pracy literackiej[27][26][1]
- 2009: tytuł Lady Soroptimist przyznana przez Gdański Klub Soroptimist International
- 2009: I nagroda na X Targach Książki Kaszubskiej i Pomorskiej „Costerina 2009” w edycji książki pomorskiej w dziedzinie prozy za Romans kuchenny[4]
- 2009: Nagroda Prezydenta Miasta Gdańska w Dziedzinie Kultury za całokształtną wyjątkowość artystyczną[26]

Źródło:.